# Martí Maria Boneo i Villalonga
Martín María Boneo i Vilallonga de Bordils (Mallorca, 25 de juliol de 1784 - 1852) fou un militar i polític mallorquí. El 1798 es va allistar a la Guàrdia Marina de l'Armada espanyola, on assolí el grau d'alferes de navili, però a la mort sense fills el 1808 del seu oncle Joan Baptista de Bordils i de Tamarit va heretar les seves propietats. Aleshores es llicencià del servei actiu i tornà a Mallorca. El 1834 fou escollit regidor de l'ajuntament de Palma i diputat per Inca (Mallorca) a les eleccions convocades després de l'aprovació de l'Estatut Reial de 1834 en substitució de Pere Canals i Mayol. El 1835 esdevingué soci de la Societat Econòmica d'Amics del País de Mallorca. El 1850 tornà a ser escollit regidor interí de Palma i fou nomenat cavaller de l'Orde de Santiago.